# Youth in Revolt
Youth in Revolt är en amerikansk romantisk komedi/dramakomedi från 2009, baserad på författaren C.D. Paynes roman med samma namn. Filmen hade biopremiär i USA den 8 januari 2010, samt i Sverige den 28 maj 2010. Filmen är regisserad av Miguel Arteta, från ett manus skrivet av Gustin Nash. De två huvudrollerna spelas av Michael Cera och Portia Doubleday.

## Handling
Filmen handlar om den blyga och ensamma tonåringen Nick Twisp, som är i ett desperat behov av att bli av med sin oskuld. En dag när Nick åker på semester tillsammans med sin mamma och hennes pojkvän, stöter han ihop med en otroligt attraktiv tjej vid namn Sheeni, och faller genast pladask för henne. När de båda sedan skiljs åt från varandra, bestämmer sig Nick för att göra allt han bara kan för att få vara med sin älskade Sheeni, vilket sedan leder till ett stort uppror.

## Rollista
- Michael Cera – Nick Twisp / François Dillinger
- Portia Doubleday – Sheeni Saunders
- Jean Smart – Estelle Twisp
- Zach Galifianakis – Jerry
- Erik Knudsen – Lefty
- Adhir Kalyan – Vijay Joshi
- Steve Buscemi – George Twisp
- Fred Willard – Mr. Ferguson
- Ari Graynor – Lacey
- Ray Liotta – Lance Wescott
- Justin Long – Paul Saunders
- Rooney Mara – Taggarty
- Jade Fusco – Bernice Lynch
- M. Emmet Walsh – Mr. Saunders
- Mary Kay Place – Mrs. Saunders
- Jonathan Bradford Wright – Trent Preston
- Michael Collins – gammal man